# Beilen vasútállomás
Beilen vasútállomás vasútállomás Hollandiában, Midden-Drenthe településen. Az állomást az Nederlandse Spoorwegen üzemelteti.

## Vasútvonalak
Az állomást az alábbi vasútvonalak érintik:
- Meppel–Groningen-vasútvonal

## Kapcsolódó állomások
A vasútállomáshoz az alábbi állomások vannak a legközelebb:
- Assen vasútállomás
- Hoogeveen vasútállomás